# Floresta de Bambu (Quioto, Japão)

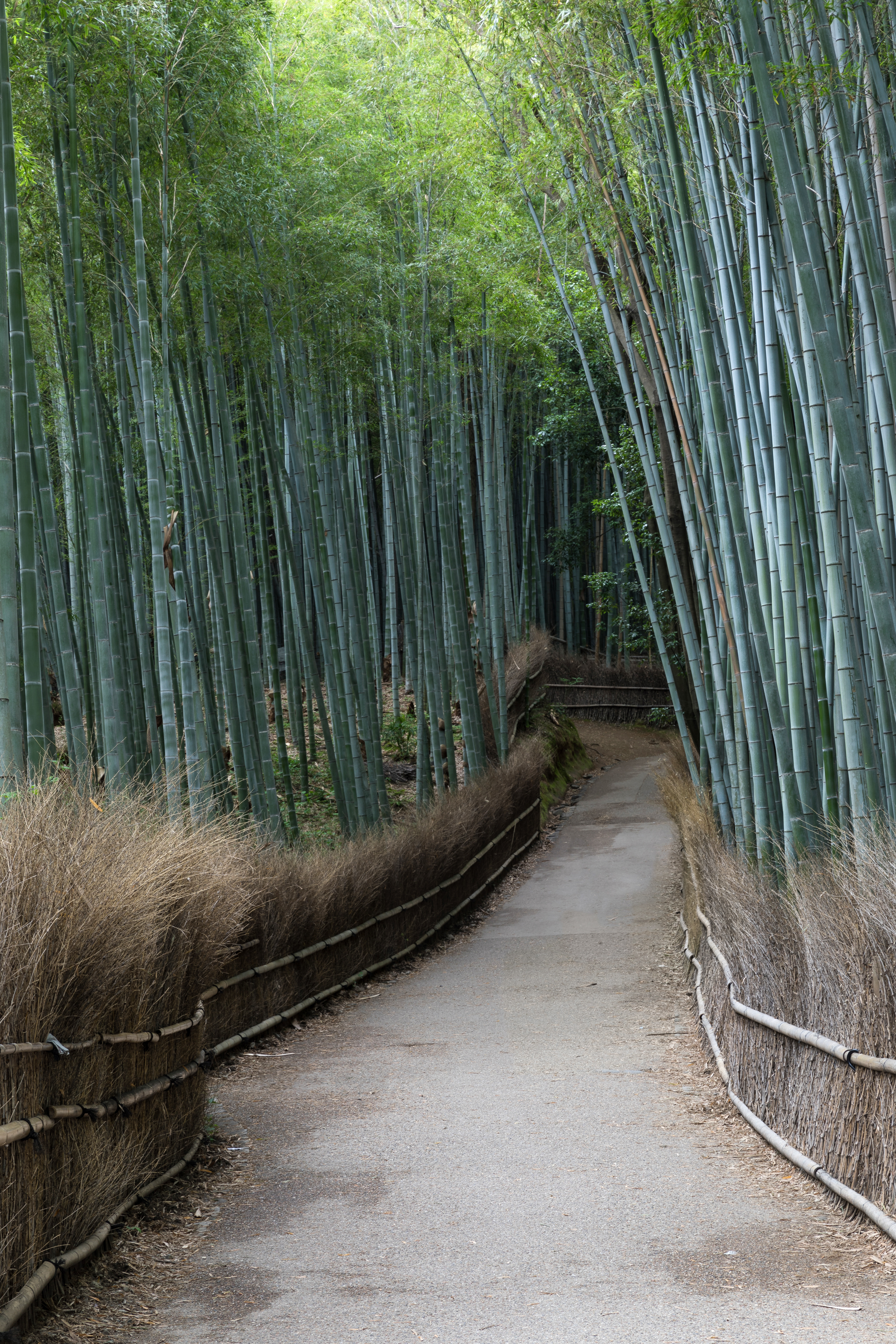
Floresta de bambu em Sagano

Floresta de Bambu , Bosque de Bambu de Arashiyama ou Floresta de Bambu de Sagano, é uma floresta natural de bambu em Arashiyama, Quioto, Japão . A floresta é constituída majoritariamente por bambus mossô ( Phyllostachys edulis ) e possui vários caminhos para turistas e visitantes. O Ministério do Meio Ambiente a considera como parte da paisagem sonora do Japão. 
Antes de 2015, havia uma cobrança para acessar a floresta. 
A floresta não fica longe do templo Tenryū-ji, local da Escola Rinzai, e do famoso Santuário Nonomiya . 

## Localização
A Floresta de Bambu de Sagano está situada a noroeste de Quioto, no Japão, perto do templo Tenryū-ji. Ela abrange uma área de 16 quilômetro quadrados (6,2 sq mi), em uma das regiões temperadas do mundo. As coordenadas de latitude e longitude são: 35.009392, 135.667007. 

## Clima
A região possui clima imprevisível, com um clima fresco e luz solar intensa. Os verões são curtos, quentes e de céu quase encoberto. Os invernos são frios, ventosos e parcialmente encobertos. Também é chuvoso o ano todo. Ao longo do ano, a temperatura normalmente varia de 0 °C (32 °F) a 32 °C (90 °F) . Os verões duram aproximadamente dois meses, do final de junho até meados de setembro, com temperatura máxima média diária acima de 27 °C (81 °F) . Os invernos duram aproximadamente três meses, do início de dezembro a meados de março, com temperatura máxima média diária abaixo de 12 °C (54 °F) . 

## Links externos
- Fotos de Bamboo Forest, Quioto, Japão